# The Grass Is Green
The Grass Is Green är en låt från 2005 av Nelly Furtado. Singeln släpptes bara i några få länder. Den finns på andra albumet Folklore.